# The Definitive Vandenberg
The Definitive Vandenberg  è l'ultimo album della band olandese Vandenberg, uscito sul mercato discografico nel 2004.

Si presenta sotto forma di due dischi contenenti i brani più significativi della carriera musicale della band.
Il primo dei due è denominato "Studio Tracks" e contiene 18 brani in totale, mentre il secondo, chiamato "Rarities", comprende 11 brani di cui 7 demo, 3 live (due registrati in Giappone e uno in America), e la versione Unplugged della famosa hit "Burning Heart" rivisitata nel 2004, anno di uscita dell'album.

## Tracce

### Cd 1 (Studio Tracks)
1. Burning Hear 2004
2. Your Love Is Vain
3. Wait
4. Too Late
5. Different Worlds
6. This Is War
7. Heading For The Storm
8. Waiting For The Night
9. All The Way
10. Voodoo
11. Dressed To kill
12. How Long
13. Alibi
14. Once In A Lifetime
15. Pedal To Metal
16. Fighting Against The World
17. Kamikaze
18. Burning Heart (Original)

### Cd 2 (Rarities)
1. Back On My Feet
2. Ready For You
3. Nothing To Lose
4. I'm Of Fire
5. Out In The Streets
6. Put Of Cash
7. Help Me Throught The Night
8. Friday Night (Live In Japan)
9. Welcome To The Club (Live In Japan)
10. Roll Throught (Live In The USA)
11. Burning Heart (Unplugged 2004 version)

## Formazione
- Bert Heerink - voce
- Adrian Vandenberg - chitarra
- Dick Kemper - basso, moog-tauruspedal, cori
- Jos Zoomer - batteria, percussioni